# ميلاني شاندرا
ميلاني شاندرا (بالإنجليزية: Melanie Kannokada)‏ هي سيدة أعمال وعارضة وممثلة أمريكية، ولدت في 28 فبراير 1986 ببوفالو غروف في الولايات المتحدة.

## وصلات خارجية
- ميلاني شاندرا على موقع IMDb (الإنجليزية)
- ميلاني شاندرا على موقع قاعدة بيانات الفيلم (الإنجليزية)